# Kerkak
Kerkak (persiska: کرکک) är en bondby i Iran.   Den ligger i provinsen Kerman, i den sydöstra delen av landet, 1 200 km sydost om huvudstaden Teheran. Kerkak ligger 609 meter över havet och antalet invånare är 114.
Terrängen runt Kerkak är platt åt nordost, men åt sydväst är den kuperad.Runt Kerkak är det glesbefolkat, med 8 invånare per kvadratkilometer. Närmaste större samhälle är Sūr Dar, 2,8 km nordost om Kerkak. Trakten runt Kerkak är ofruktbar med lite eller ingen växtlighet.